# Amínátú Hajdar
Amínátú Hajdar ( arabsky أحمد علي حيدر أميناتو‎ ; * 24. července 1966) je lidskoprávní aktivistka a stoupenkyně nezávislosti Západní Sahary. V letech 1987 až 1991 byla vězněna a v letech 2005 až 2006 byla souzena v souvislosti s obhajováním nezávislosti Západní Sahary. V roce 2009 držela na Lanzarote Airport protestní hladovku, protože jí nebyl umožněn vstup do marocké části Západní Sahary. Za svou práci získala několik lidskoprávních ocenění.